# Republikeinse Volkspartij
De CHP (Cumhuriyet Halk Partisi, d.i. Republikeinse Volkspartij) is een centrumlinkse Turkse politieke partij. Het is de oudste politieke partij van Turkije en de grootste oppositiepartij in het Turkse parlement.

## Geschiedenis

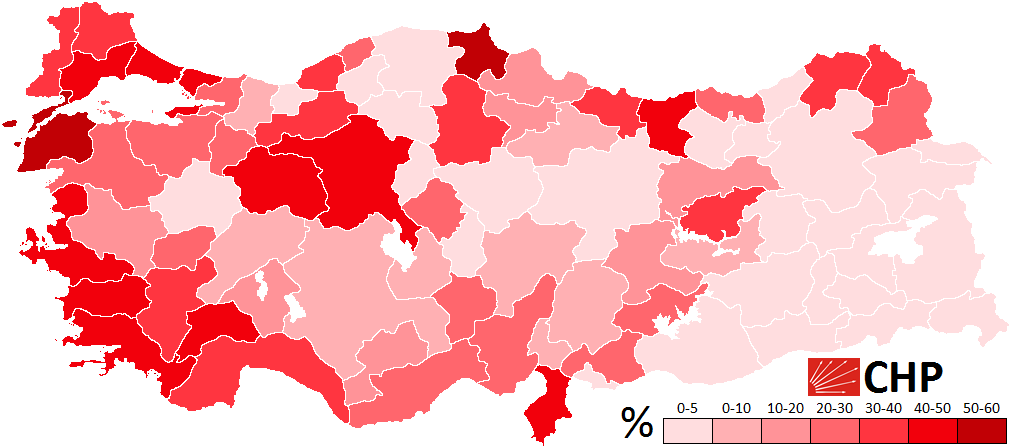
De Republikeinse Volkspartij is voornamelijk populair onder kiezers in de kustprovincies en in Ankara en Eskişehir. (Kaart van de percentages CHP stemmers bij de lokale verkiezingen van 2014.)

De partij werd door Mustafa Kemal Atatürk op 9 september 1923 opgericht als de Halk Fırkası (Volksdivisie). Atatürk bleef tot aan zijn dood in 1938 de voorzitter van de partij. De Volksdivisie was voortgekomen uit de Anadolu ve Rumeli Müdâfaa-i Hukuk Cemiyeti (Groep ter verdediging van de rechten van Anatolië en Thracië), een onderdeel van de Turkse Nationale Bevrijdingsbeweging. De partij werd op 10 november 1924 omgedoopt tot de Cumhuriyet Halk Fırkası (Republikeinse Volksdivisie). 
In 1927 werden er vier pijlers in het partijprogramma opgenomen: republicanisme (Turks: cumhuriyetçilik), populisme (Turks: halkçılık), nationalisme (Turks: milliyetçilik), secularisme (Turks: laiklik). Op het partijcongres van 4 mei 1935 werd de partij voorgoed omgedoopt tot de Cumhuriyet Halk Partisi (Republikeinse Volkspartij) en werden er naast de vier pijlers het etatisme (Turks: devletçilik) en hervorming/revolutie (Turks: inkılâpçılık/devrimcilik) geïntroduceerd. Deze zes pijlers, worden de 6 pijlen (Turks: Altı ok) genoemd en worden vandaag de dag nog steeds uitgedragen door de partij.
Hoewel het oprichten van oppositiepartijen naast de CHP tot aan 1930 was toegestaan, had de CHP vanaf haar oprichting reeds een monopoliepositie weten te verwerven. Net als in de CPSU in de Sovjet-Unie was de CHP nauw verweven met het staatsapparaat. Na de dood van Atatürk volgde zijn vertrouweling İsmet İnönü hem op als partijvoorzitter en president.
Onder İnönü werd in 1946 de monopoliepositie van de CHP opgeheven en werd het meerpartijenstelsel ingevoerd.
Na de Tweede Wereldoorlog t/m de jaren zeventig bleef de CHP qua zetelaantal de grootste of een van de grootste politieke partijen van Turkije. In 1950 raakte ze voor het eerst haar meerderheid kwijt en belandde ze in de oppositie tegen de regering van premier Adnan Menderes, de oprichter van de Democratische Partij. Na de coup van 1960 en de executie van premier Adnan Menderes kwam de CHP na de opvolgende verkiezingen weer in het centrum van de macht en werd İnönü opnieuw premier.
Zijn voorzitterschap duurde tot 1973 toen Bülent Ecevit als partijvoorzitter werd gekozen. Hij verwierf in 1974 grote populariteit door zijn doortastende interventie in het noorden van Cyprus. Dit als antwoord op het Griekse kolonelsregime die een staatsgreep pleegde tegen de Cypriotische president Makarios, die tot doel had de enosis te bespoedigen. Dit leverde NAVO-bondgenoot Turkije vanaf 1975 een drie jaar durende embargo op van de Verenigde Staten.
Ecevits opvolger als partijleider werd Deniz Baykal. Na de staatsgreep van 1980 werden alle politieke partijen verboden. Onder leiding van Deniz Baykal werd de partij in 1992 heropgericht. Hoewel de CHP onder leiding van Baykal kon rekenen op de steun van ongeveer een vijfde van de Turkse kiezers leek de partij tamelijk stuurloos in de oppositie met een reflexief negatieve houding tegenover het AKP-beleid. Zo kwam de CHP weinig geloofwaardig over in haar weerstand tegen democratische hervormingen en haar nationalistisch verzet tegen toenadering tot de EU. Baykal trad op 11 mei 2010 af na een seksschandaal. Op het internet werd een video verspreid van Baykal en een vrouwelijke afgevaardigde van CHP in een hotelkamer. Hij was 18 jaar (met tussenpozen) aan het roer van de partij.
Op 22 mei 2010 werd Kemal Kılıçdaroğlu de nieuwe partijvoorzitter. Zijn familienaam werd in de jaren '50 door zijn vader veranderd van Karabulut naar Kılıçdaroğlu. Onder partijleider Kılıçdaroğlu profileert de CHP zich als centrumlinkse, sociaaldemocratische partij en probeert zij af te rekenen met haar imago van logge staatspartij. Daarnaast tracht de CHP met het aantrekken van prominente progressieve intellectuelen in de hoogste geledingen van de partij nieuwe kiezersgroepen aan zich te binden.
Anno 2018 had de partij vijf speerpunten: onderwijs, economie, democratie, buitenlandse politiek en interne vrede. In de aanloop naar de lokale verkiezingen van 2019 zijn de CHP, de İYİ-partij en de Saadet Partisi (SP) openlijk een alliantie aangegaan. Ook stond de partij open voor samenwerking met Özgürlük ve Dayanışma Partisi'nin (ÖDP), vanaf december 2019 Sol Parti genaamd. Zo werd ÖDP-lid Alper Taş voorgedragen als kandidaat voor de CHP in Beyoğlu. Daarnaast hebben zowel (ex-)co-voorzitters Selahattin Demirtaş, Sezai Temelli en Pervin Buldan van de HDP in de verkiezingsstrijd van 2019 hun steun uitgesproken voor de CHP-kandidaten tegen de AKP/MHP alliantie. Dit werd onder andere door CHP-kandidaat in Istanboel Ekrem İmamoğlu beaamt. Zo stelden de IYI-partij en de HDP geen burgemeesterskandidaten voor bij zeven groot-gemeenten waaronder Ankara, Istanboel en Izmir. Buldan benadrukte in februari 2020 dat deze alliantie met CHP en IYI-partij in de toekomst wél transparant en uitgesproken moet worden.